# Лета
Лета (грч. Λήθη) је у грчкој митологији река заборава у Хаду.

## Митологија
Лета је река у подземном свету са које пију воду душе покојника да би заборавиле прошлост. Душе које су могле бити реинкарниране у ново тело, могле су да пију воду из ове реке и тек тада би заборавиле своје патње у претходном животу, биле су спремне да живе нови.
У близини Трофонијевог светилишта у Лебадеји налазила су се два извора: Лета и Мнемосина (Сећање). Посетиоци овог светилишта су морали прво да пију са извора Лета како би заборавили све што су до тада знали, а потом да пију са извора Мнемосина да би се трајно сећали онога што су видели у светилишту.